# Without Me
«Without Me» es una canción interpretada por el cantante estadounidense Eminem. En 2002 fue lanzada como el primer sencillo de su álbum The Eminem Show. La canción fue incluida en el álbum recopilatorio de 2005 Curtain Call: The Hits.
«Without Me» fue la canción más exitosa de Eminem hasta ese entonces. La canción alcanzó la primera posición en las listas de popularidad de varios países, incluyendo Reino Unido, Australia y Nueva Zelanda. También alcanzó el segundo puesto en el Billboard Hot 100. Además, fue incluida en la banda sonora de la película Despicable Me 2 de 2013 y Escuadrón Suicida de 2016
La canción fue nominada al Premio Grammy por grabación del año y por mejor actuación masculina de rap en solitario en 2003.
Tiene más de 2.500.000.000 reproducciones en Spotify.

## Video musical
El video musical de la canción muestra escenas relacionadas con el contexto de la canción. Al inicio, se puede ver la introducción del sencillo debut de Obie Trice, «Rap Name». Se puede observar a Eminem y Dr. Dre, en una parodia de Batman y Robin, tratando de salvar a un niño que compró una copia de The Eminem Show que tiene el sticker de Parental Advisory. La estrella porno Jenna Jameson y la conductora de TV fitness Kiana Tom aparecen al inicio del video con Eminem en la cama. 
El video ganó los MTV Video Music Awards al mejor video del año, mejor video masculino y mejor dirección (para Joseph Kahn). También ganó el Premio Grammy al mejor video musical versión corta en 2003.

## Listado de canciones
Sencillo de CD Europeo
| N.º | Título                                                   | Escritor(es)        | Productor(es)           | Duración |  |
| 1.  | «Without Me»                                             | M. Mathers, J. Bass | Eminem, Jeff Bass (co.) | 4:54     |  |
| 2.  | «The Way I Am» (Danny Lohner remix feat. Marilyn Manson) | M. Mathers          | Eminem                  | 4:56     |  |
| 3.  | «Without Me» (Acappella)                                 | M. Mathers, J. Bass | Eminem, Jeff Bass (co.) | 4:11     |  |
| 4.  | «Without Me» (Instrumental)                              | M. Mathers, J. Bass | Eminem, Jeff Bass (co.) | 4:48     |  |

Sencillo de CD en Reino Unido
| N.º | Título                                                   | Escritor(es)        | Productor(es)           | Duración |  |
| 1.  | «Without Me»                                             | M. Mathers, J. Bass | Eminem, Jeff Bass (co.) | 4:55     |  |
| 2.  | «The Way I Am» (Danny Lohner remix feat. Marilyn Manson) | M. Mathers          | Eminem                  | 4:56     |  |
| 3.  | «Without Me» (Acappella)                                 | M. Mathers, J. Bass | Eminem, Jeff Bass (co.) | 4:11     |  |

Sencillo de CD en Australia y Nueva Zelanda
| N.º | Título                                                   | Escritor(es)                                   | Productor(es)           | Duración |  |
| 1.  | «Without Me»                                             | M. Mathers, J. Bass                            | Eminem, Jeff Bass (co.) | 4:53     |  |
| 2.  | «The Way I Am» (Danny Lohner remix feat. Marilyn Manson) | M. Mathers                                     | Eminem                  | 4:54     |  |
| 3.  | «Without Me» (Instrumental)                              | M. Mathers, J. Bass                            | Eminem, Jeff Bass (co.) | 4:49     |  |
| 4.  | «Without Me» (Acappella)                                 | M. Mathers, J. Bass                            | Eminem, Jeff Bass (co.) | 4:11     |  |
| 5.  | «Say What You Say» (featuring Dr. Dre)                   | M. Mathers, A. Young, R. Feemster, M. Elizondo | Dr. Dre                 | 5:12     |  |

## Listas de popularidad
| Lista (2002)                                     | Mejor Posición |
| ------------------------------------------------ | -------------- |
| Australia (ARIA)                                 | 1              |
| Austria (Ö3 Austria Top 40)                      | 1              |
| Bélgica (Ultratop 50 Flandes)                    | 2              |
| Bélgica (Ultratop 50 Valonia)                    | 1              |
| Canadá (Canadian Hot 100)                        | 4              |
| Dinamarca (Tracklisten)                          | 1              |
| European Hot 100                                 | 1              |
| Finlandia (Suomen virallinen lista)              | 2              |
| Francia (SNEP)                                   | 3              |
| Alemania (Official German Charts)                | 1              |
| Grecia (IFPI)                                    | 6              |
| Hungría (Mahasz)                                 | 2              |
| Irlanda (IRMA)                                   | 1              |
| Italia (FIMI)                                    | 2              |
| Países Bajos (Single Top 100)                    | 1              |
| Nueva Zelanda (Recorded Music NZ)                | 1              |
| Noruega (VG-lista)                               | 1              |
| Romanian Singles Chart                           | 1              |
| Suecia (Sverigetopplistan)                       | 1              |
| Suiza (Schweizer Hitparade)                      | 1              |
| Reino Unido Singles (Official Charts Company)    | 1              |
| Estados Unidos Billboard Hot 100                 | 2              |
| Estados Unidos Hot R&B/Hip-Hop Songs (Billboard) | 13             |
| Estados Unidos Rhythmic Top 40                   | 1              |
| Estados Unidos Mainstream Top 40 (Billboard)     | 1              |
| Estados Unidos Hot Rap Songs (Billboard)         | 5              |

| Lista (2002)                        | Mejor Posición |
| ----------------------------------- | -------------- |
| Australia (ARIA Charts)             | 1              |
| Austria (Ö3 Austria Top 40)         | 3              |
| Bélgica (Ultratop 50 Flandes)       | 7              |
| Bélgica (Ultratop 50 Valonia)       | 8              |
| Finlandia (Suomen virallinen lista) | 11             |
| French Singles Chart                | 15             |
| Irlanda (IRMA)                      | 7              |
| Países Bajos (Mega Top 100)         | 10             |
| Nueva Zelanda Singles Chart         | 4              |
| Suiza (Swiss Hitparade)             | 3              |
| Reino Unido Singles Chart           | 10             |
| Estados Unidos Billboard Hot 100    | 21             |

| (2000-2009)          | Posición |
| -------------------- | -------- |
| German Singles Chart | 10       |

## Certificaciones
| Región         | Certificación | Ventas certificadas/Ventas | Referencia |
| -------------- | ------------- | -------------------------- | ---------- |
| Australia      | 3× Platino    | 210,000                    | [ 41 ]     |
| Austria        | Platino       | 30,000                     | [ 42 ]     |
| Bélgica        | Platino       | 30,000                     | [ 43 ]     |
| Francia        | Platino       | 150,000                    | [ 44 ]     |
| Alemania       | Platino       | 400,000                    | [ 45 ]     |
| Nueva Zelanda  | 4× Platino    | 60,000                     | [ 46 ]     |
| Noruega        | 2× Platino    | 20,000                     | [ 47 ]     |
| Suecia         | Platino       | 40,000                     | [ 48 ]     |
| Suiza          | Platino       | 30,000                     | [ 49 ]     |
| Reino Unido    | Platino       | 610,000                    | [ 51 ]     |
| Estados Unidos | Oro           | 500,000                    | [ 52 ]     |